# SS tjänsteutmärkelse

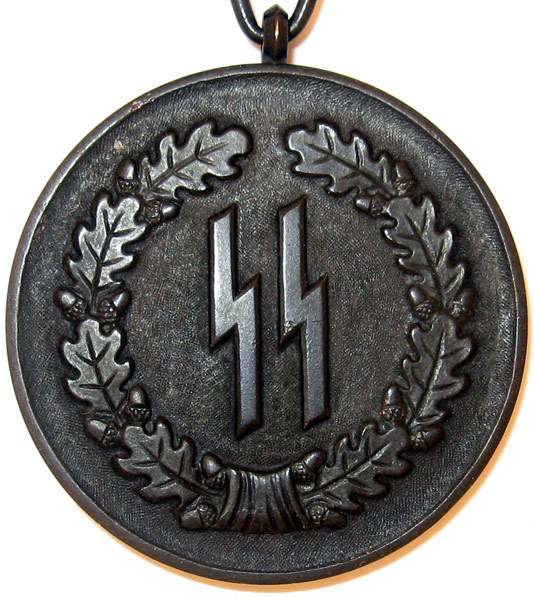
SS utmärkelse för fyra års tjänst.

SS tjänsteutmärkelse var en utmärkelse i Tredje riket och utdelades till medlemmar av Schutzstaffel (SS). Utmärkelsen instiftades av Adolf Hitler den 30 januari 1938. På reversen präglades texten FÜR TREUE DIENSTE IN DER SS.
Utmärkelsen hade fyra klasser.
- – Första klassen: 25 års tjänst
- – Andra klassen: 12 års tjänst
- – Tredje klassen: 8 års tjänst
- – Fjärde klassen: 4 års tjänst